# Ludwig Carl Christian Koch
Pour les articles homonymes, voir Koch.
Ludwig Carl Christian Koch est un médecin et un arachnologiste bavarois, né le 8 novembre 1825 à Ratisbonne et mort le 1er novembre 1908 à Nuremberg.

## Biographie
Son père, Carl Ludwig Koch (1778-1857), naturaliste allemand, lui inculque de bonne heure le goût de l'étude de la nature. Il entame cependant des études de droit avant de s'orienter vers la médecine. Il obtient son titre de docteur à Nuremberg en 1851. C'est dans cette ville qu'il s'installe.
Il est l'auteur de nombreux travaux d'arachnologie sur la faune d'Europe, de Sibérie et d'Australie. Devenu presque aveugle, il confie son manuscrit sur les araignées d'Australie au comte Eugen von Keyserling (1833-1889).